# Туна-Лузо (футбольный клуб)
Туна Лузо (порт. Tuna Luso Brasileira) — бразильский футбольный клуб из города Белен, выступает в в бразильской Серии D, четвёртом по силе дивизионе и чемпионате штата Пара по футболу. Десятикратный чемпион штата Пара по футболу.

## История
Спортивный клуб «Туна Лузо» был основан 1 января 1903 года группой португальских эмигрантов, проживавших в бразильском портовом городе Белен. С 1906 года принимая участие в различных соревнованиях по гребле несколько раз менял свое название. Изначально клуб был назван «Туна Лузо Кайшериал», затем в 1926 году изменил название на «Туна-Лузо Комерсиал», спустя годы снова сменил название, на этот раз окончательно, на «Туна Лузо Бразилейро». В 1933 году футбольная команда вступила в лигу Параенсе, где и выступает по настоящий момент. Так же команда в 1985 году выиграла Серию В, однако закрепиться в элитном дивизионе не получилось, и спустя несколько лет снова скатилась в Серию C, в 1992 году снова выиграв повышение в серию B. Является самым старым, третьим по популярности клубом из Белена и третьим по количеству титулов в штате Пара.

## Достижения
- Национальные :

Серия В: 1985
Серия С: 1992
- Региональные :

Лига Параенсе: 1937, 1938, 1941, 1948, 1951, 1955, 1958, 1970, 1983, 1988
Кубок штата Пара по футболу: 2024

## Известные игроки
- Адсон да Силва Нери

## Соперники
Самыми главными соперниками команды являются «Клуб Ремо» и «Пайсанду».